# Jägermeister
Jägermeister (aka Organizer) é uma bebida composta de 56 ervas, frutas, raízes e temperos produzida na Alemanha desde 1935. É o nono destilado mais consumido no mundo. A sua origem é registrada durante o  período das guerras mundiais entre 1917 e 1945, na qual a bebida era produzida por caçadores alemães, dentre os ingredientes estão diversas ervas, frutas, raízes e temperos. Reza a lenda que os caçadores davam a bebida aos animais antes do abate, para acalmá-los e dar sabor à carne, entretanto dizem as más línguas que as esposas dos caçadores faziam isso com os caçadores. Ao contrário da lenda urbana, sangue de alce ou cervo não fazem parte da composição da bebida.
Sua versatilidade proporciona as mais variadas combinações, sendo o mais famoso no mundo inteiro o "JägerBomb", em que se deixa cair um shot de Jägermeister num copo de Redbull.

## História
Segundo o site oficial da Jägermeister, foi o filho de Wilhelm Mast, Curt Mast, que trouxe o comércio de vinagre da família a um outro patamar, seguindo em uma direção diferente. Alguns anos se passaram ao ponto de ter a proeza de aperfeiçoar a combinação de 56 ingredientes botânicos da bebida. Nos dias atuais, existe uma estátua de pedra, um busto, que imortaliza a contribuição do fundador.
A origem da imagem da marca vem da história de Santo Huberto, um caçador medieval que, numa de suas caçadas em plena Sexta-feira Santa, encontrou um cervo com uma cruz entre os chifres e com a voz de Deus lhe chamando a conversão, o que se deu logo em seguida, tornando-o amplamente venerado na Idade Média após sua morte.